# Bundesstraße 95
Pour les articles homonymes, voir B95 et Route 95.
La Bundesstraße 95 (abrégé en B 95) est une Bundesstraße reliant Böhlen à Oberwiesenthal.

## Localités traversées
- Böhlen
- Rötha
- Borna
- Frohburg
- Penig
- Hartmannsdorf
- Chemnitz
- Thum
- Annaberg-Buchholz
- Oberwiesenthal